# Otto Bernert
Fritz Otto Bernert (Ratibor, 6 de março de 1893 — Ratibor, 18 de outubro de 1918) foi um piloto de avião que combateu e se tornou conhecido durante a Primeira Guerra Mundial. Mesmo tendo incapacidade total no braço esquerdo, Bernert tornou-se um ás da aviação com 27 vitórias aéreas. A maior façanha da sua carreira foi no momento em que, em menos de 30 minutos, abateu cinco aeronaves britânicas.